# حادثة الطعن في أمستردام 2018
وقعت حادثة الطعن في أمستردام في 31 أغسطس 2018 في محطة أمستردام المركزية حيت طعن رجل أفغاني يبلغ من العمر 19 عامًا سائحين أمريكيين بجروح. أصيب المهاجم بعد أن تم إطلاق النار عليه من قبل الشرطة. أكدت شرطة أمستردام أنها تعتقد أن لديه دوافع إرهابية.

## الحادث
في حوالي الساعة 12:10 بالتوقيت المحلي (بتوقيت وسط أوروبا) في 31 أغسطس 2018، لاحظ رجال الأمن في شمال غرب محطة أمستردام المركزية الرجل الذي وصل مؤخرًا بالقطار. بينما كانوا يناقشون كيفية الاقتراب منه، سحب الرجل سكينًا وطعن سائحًا في الظهر، ثم هاجم سائحًا آخر.
كان ضباط الشرطة على بعد 20 م وهم يوجهون أسلحتهم، وعندما ركض الجاني نحو ضحية محتملة أخرى فتح أحد الضباط النار عليه وأسقطه.
استمر الهجوم تسع ثوان حتى أطلقت الشرطة النار على المهاجم. ذكر شهود أنهم سمعوا طلقتين نارية. لقد أمر رجال الشرطة المشتبه فيه «بالبقاء على الأرض» باللغة الإنجليزية. تم نقل الضحايا، الذين «أصيبوا بجروح بالغة» وفقًا لمتحدث باسم الشرطة، والمشتبه به نقلوا إلى المستشفى.

## التأثير
انقطعت خدمات القطارات وأغلقت المحطة، التي كانت مشغولة للغاية يوم الجمعة مع العديد من المسافرين من مطار أمستردام شيفول، مؤقتًا.
في 28 سبتمبر 2018، ونتيجةً لهذا الهجوم، رفعت وزارة الخارجية الأمريكية نصائح السفر الخاصة بهولندا من المستوى 1 إلى المستوى 2.

## المشتبه فيه
تم التعرف على المهاجم على أنه جواد سلطاني البالغ من العمر 19 عامًا من أفغانستان، وكان لديه تصريح إقامة ألماني.
وقد رفضت السلطات الألمانية طلبه للحصول على اللجوء، وهو ما استأنفه.
كانت الشرطة الهولندية على اتصال وثيق مع نظرائهم الألمان فيما يتعلق بخلفية المشتبه فيه. صرح متحدث باسم الشرطة في البداية أن شرطة أمستردام «تأخذ على محمل الجد الدافع الإرهابي»، أكدت السلطات هذا الدافع لاحقًا. قالت السلطات الهولندية أن الفاعل يشعر بالظلم ضد هولندا ويعتقد أن «النبي محمد، والقرآن، والإسلام والله يتعرضون للإهانة بشكل متكرر» في البلاد، في إشارة إلى خيرت فيلدرز على وجه التحديد.

## الضحايا
كان الضحايا من الأمريكيين ذوي الخلفية الإريترية الذين كانوا في البلاد لبضعة أيام مع زوجاتهم. لقد أصدروا رسالة شكر عبر السفارة الأمريكية في أمستردام. لقد شكروا الشرطة الهولندية في موقع الحادث على تصرفاتهم السريعة وإنقاذ حياتهم وكذلك الدعم الذي تلقوه في وقت لاحق من وحدات الشرطة وموظفي المستشفى. طلبت السفارة الأمريكية احترام خصوصية الضحايا.

## المحاكمة
طالب المدعي العام بالسجن لمدة 25 عامًا لمحاولتي القتل العمدتين بقصد إرهابي. وصف المدعي العام الهجمات بأنها «مروعة»، وقال إن التأثير كان هائلًا، وقال «إن الاختيار العشوائي للضحايا أمر مخيف بشكل خاص»، «لم يُظهر أي ندم، ويبدو أنه فخور بعض الشيء بما فعله»، وتابع «لكنني أؤكد لكم، لن تستسلم الحكومة الهولندية للإرهاب. تجري المناقشات بالكلمات، وليس بالسكاكين في هذا البلد.»
أدانت محكمة أمستردام الجزئية المتهم س. بأنه مذنب في محاولتي القتل بنية إرهابية وتهديد ثلاثة ضباط شرطة، وحكمت عليه بالسجن لمدة 26 سنة و8 أشهر.

## روابط خارجية
- www.state.gov: الهجوم على المواطنين الأمريكيين في أمستردام